# Laureles Fútbol Club
El Laureles Fútbol Club es un club deportivo de la ciudad de Fray Bentos (Uruguay).

## Historia
Fue fundado el 6 de setiembre de 1907. El 24 de abril de 1916 se afilió a la Liga Departamental de Fútbol de Río Negro.
Desde hace más de un siglo existe una rivalidad futbolística con el Fray Bentos Fútbol Club, que se plasma en los clásicos Fray Bentos-Laureles.
En la temporada 2019, Laureles se consagró campeón. El jugador Claudio Torreira, con 32 años, fue distinguido por el Círculo de Periodistas Deportivos del Uruguay, como uno de los diez mejores jugadores del Interior del país.